# Archinemapogon
Archinemapogon is een geslacht van vlinders van de familie echte motten (Tineidae), uit de onderfamilie Nemapogoninae.

## Soorten
- A. assamensis Robinson, 1980
- A. bacurianus Zagulajev, 1962
- A. schromicus Zagulajev, 1964
- A. ussuriensis Zagulajev, 1962
- A. yildizae Kocak, 1981